# 山口吉郎兵衛
山口 吉郎兵衛（やまぐち きちろべえ）は、大阪の山口財閥の当主が代々襲名した名前である。

## 初代吉郎兵衛
山口吉郎兵衛家の先祖は江戸時代中期までは奈良の山口村（現・葛城市）の農家で、寛政期(1790年代)に半七が竹販売を始め、屋号を竹屋といった。その子の半六郎は安永二年(1773年)に大坂伏見町の呉服商に奉公ののち天明六年(1786年)に独立して呉服の行商を始め、その次男の久吉郎が「布屋吉郎兵衛政道」と名乗り、文政七年(1824年)に分家し、唐反物商を始め布屋の事業の基礎を築き、吉郎兵衛家（三代目より山口姓を使用）の初代となった。

## 二代目吉郎兵衛
初代の養子。布屋吉郎兵衛政樹を名乗る。江戸時代後期の商人である。文政2年（1819年）生まれ。義兄にあたる初代の養子となる。舶来反物商布屋を継ぎ、安政三年(1856年)から長崎で外国商人と直接取引を行ない、嘉永四年(1851年)に江戸に支店を出し事業拡大する。幕末に尊皇攘夷派による貿易商への脅迫が始まったことから、文久3年に輸入業を廃業して布屋両替店（大阪第百四十八国立銀行の前身）に業務転換した。明治4年（1871年）死去。本姓は古山。娘の陸（1862年生）の夫に芝川又衛門、娘のとめ（1867年生）の婿に山口仁兵衛（旧姓藤井、1865年生）。娘・寿賀の婿に山口楢三郎。

## 三代目山口吉郎兵衛
二代目の長男・好三郎として嘉永4年（1851年）に生まれ、三代吉郎兵衛政運を名乗り、この時より山口姓を称するようになった。家督を継いだときまだ20歳の若年であったため、義兄の山口楢三郎と山口仁兵衛、番頭の西田永助、越野嘉助らの合議によって経営を行ない、明治維新後の経済混乱期を乗り切った。明治9年の国立銀行条令の改正を機に、明治12年（1879年）大阪第百四十八国立銀行を設立し三代吉郎兵衛が初代頭取となった。明治20年（1887年）死去。四代目が幼少であったため、山口仁兵衛が頭取に就任し、銀行は順調に発展した。

## 四代目山口吉郎兵衛

### 生い立ち
四代吉郎兵衛（明治16年（1883年）4月25日 - 昭和26年（1951年）10月2日）は、三代目の次男として生まれ、大阪市天王寺区上本町7丁目47番地の山口邸で育った。明治20年（1887年）12月にはわずかに4歳で正七位に叙されているが、これはいうまでもなく父の三代吉郎兵衛の第百四十八国立銀行の経営に対する恩賞として、父の死去に際して長男の彼に与えられたものである。
青年期はきわめて病弱であったようで、明治32年（1899年）に山口銀行の総理事に就任した町田忠治は、病弱な吉郎兵衛が銀行事務見習いなどせず、費用を惜しまずに養生するよう忠告した。吉郎兵衛は間もなく回復したが、若い時に病弱であったために山口財閥の成立後も、シンボルとして山口合資をはじめ傘下の企業の重役として名前をつらねても、経営の実務は町田忠治（東大卒）、佐々木駒之助(慶応大卒)、森信敬二(東大卒。椎名悦三郎の舅)、坂野兼通（東京高商卒、坂野惇子の舅）といった有能な番頭たちにまかせ、自らは風流な趣味を楽しんだ。

### 事業家として
吉郎兵衛は明治31年（1898年）7月に、「営業満期国立銀行処分法案」が可決され父の三代吉郎兵衛が明治12年（1879年）に設立した第百四十八国立銀行が満期になると、これを継承して資本金は四代目吉郎兵衛が全額を出資し、個人銀行の山口銀行 (大阪)を設立し16歳で頭取に就任した。のちに、慶應義塾を卒業、町田忠治を供にアメリカなどを歴訪した。大正6年（1917年）5月に組織を変更して株式会社の山口銀行になると同時に取締役社長に就任した。また山口銀行の傘下にあった大阪貯蓄銀行の取締役（大正5年（1916年）3月）、頭取（昭和3年（1928年）4月）に就任し、さらに大正8年（1919年）2月には日本生命保険の取締役会長に就任している。さらに山口財閥の事業網が拡大するとともに、大正9年（1920年）1月には北前船主の広海二三郎らとともに大日本火災海上再保険を認可され取締役を務めた。大正14年（1925年）7月には関西信託の取締役に就任し、また昭和3年（1928年）6月には山口財閥が買収した尼崎共立銀行の頭取にも就任した。

### 美術蒐集と本邸の建築

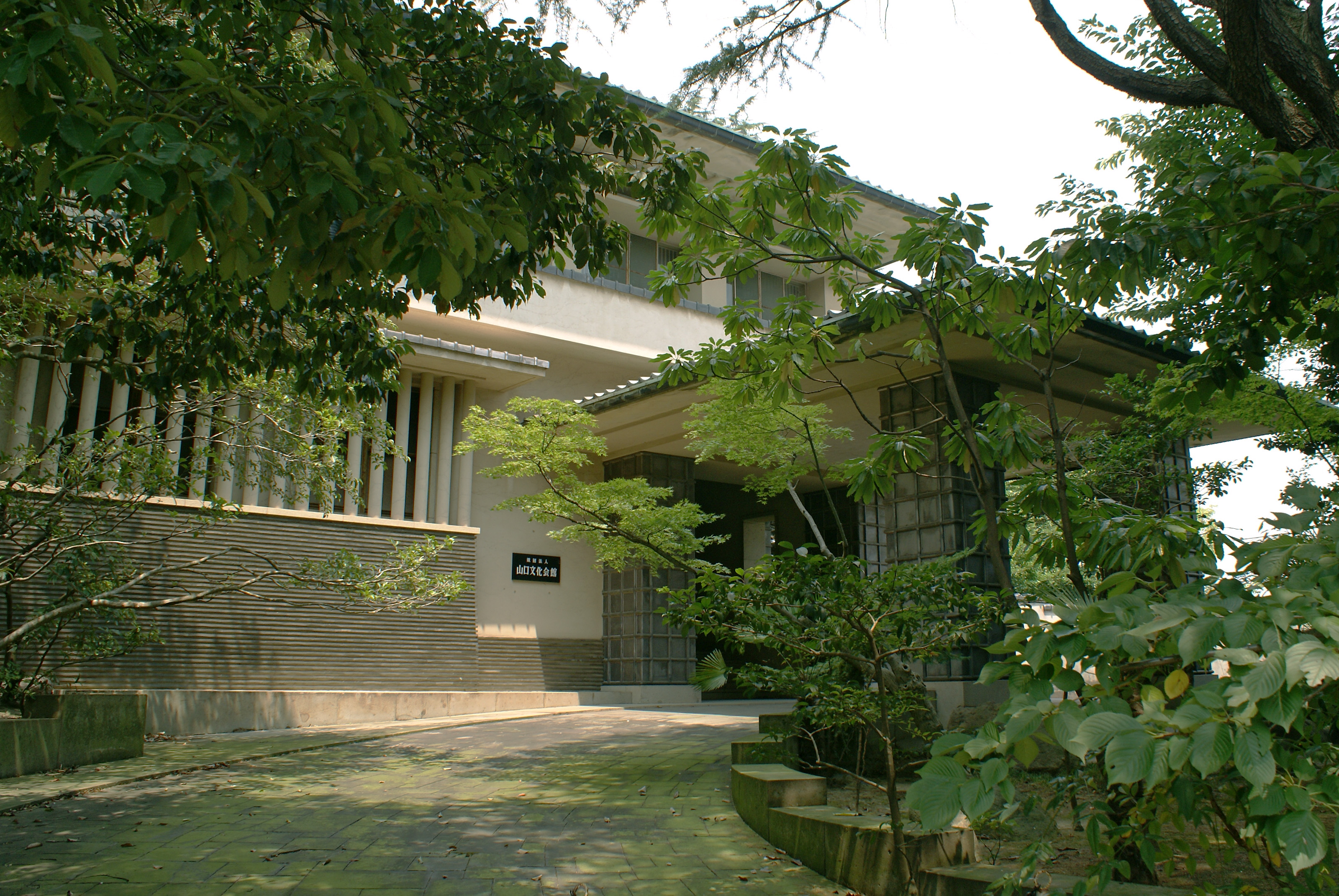
山口邸玄関アプローチ

また彼は美術品蒐集家として、毎年25万円を限度として、世界中のカルタ、人形、陶磁器のコレクションを自分の趣味として買い求めた。また昭和4年（1929年）に兵庫県武庫郡精道村芦屋（現芦屋市）に621坪の土地を買い、山口財閥の当主として恥ずかしくない豪壮な本邸が安井武雄の設計によって建築された。第二次世界大戦の敗戦後、この山口家本邸と多数のコレクションを基礎にして財団法人滴翠美術館が設立され、吉郎兵衛の蒐集した芸術品は散逸することを免れた。

### 寄付活動と社会活動
吉郎兵衛は個人財産で多くの寄付を行い、それにふさわしい名誉を得た。すでに明治20年（1887年）12月に海防費として7000円を寄付し、銀製黄綬褒章を下賜されている。また大正2年（1913年）6月に官幣大社生国帰魂神社建築費として1000円、大正9年（1920年）8月に恩賜財団済生会へ5万円を寄付したため、大正10年（1921年）10月に紺綬褒章を下賜された。さらに大正9年（1920年）9月に明治神宮奉賛会へ1万円、大正12年（1923年）11月に大阪医科大学新築費として1万5千円を寄付したため昭和4年（1929年）2月に紺綬褒章に付すべき飾版一個を下賜されている。また日仏文化協会に1000円を寄付して、フランス政府からシュパリエ・デュ・ドラゴン・ダンナン勲章を受けた。社会活動としては、恩賜財団済生会（5万円寄付）、財団法人報効会（1万円寄付）、日本経済連盟の各評議員、日本赤十字社（3万円寄付）の商議員、汎愛教育会懇和会長（汎愛尋常小学校へ7000円寄付）、大阪市天王寺区青年訓練所振興委員をつとめた。また大正7年（1918年）の米騒動の際に救済費として3万円、大正12年（1923年）の関東大震災の義捐金として10万円を寄付し、明治20年（1887年）から昭和期にいたる間の寄付額は、38万6000円に達している。山口吉郎兵衛は昭和25年（1950年）9月に山口合資会社を解散した後、昭和26年（1951年）10月2日に死去した。
娘婿に辰馬本家酒造14代当主の辰馬吉男、その長男・辰馬章夫は辰馬家15代目当主となった。

### 史料
- 『時事新報社第三回調査全国五拾万円以上資産家』時事新報 1916・3・29-1916・10・6（大正5）によれば[7]、

財産見積額 氏名 職業 住所
一千万円○山口吉郎兵衛（銀行業）南区上本町七丁目
財産種別 山口銀行資本、日本生命保険株、大阪貯蓄銀行株其他有価証券、不動産
略歴 - 大阪府平民先代吉郎兵衛氏の二男にして明治十六年四月出生、慶應義塾（現・慶應義塾大学）に学び現時山口銀行主たり尚お本年二月大阪貯蓄銀行平取締役より故外山脩造氏の跡を襲うて同行頭取となる

## 栄典
- 1887年（明治20年）12月24日 - 正七位[8]
- 1887年（明治20年）12月27日 - 銀製黄綬褒章[9]